# Tilia cordata
Il tiglio selvatico (Tilia cordata Mill.) è un albero caducifoglio della famiglia delle Malvacee, con areale eurasiatico.

## Descrizione

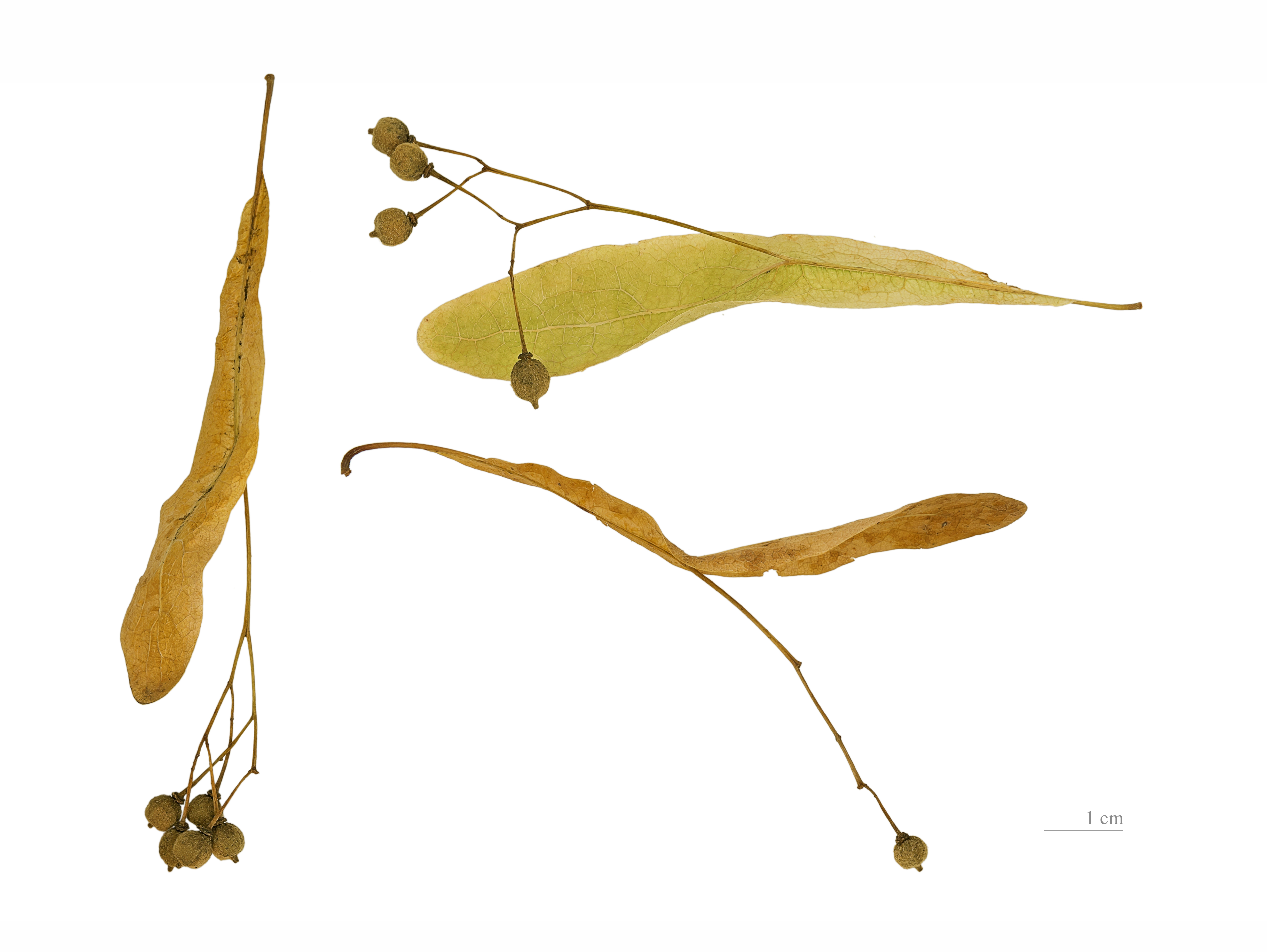
Tilia cordata

Albero di seconda grandezza con altezza fino a 25 m, con rami dalla corteccia grigia o marrone, 
le foglie sono decidue, alterne, di colore verde brillante, glauche sulla pagina inferiore, con ciuffetti di peli rossici negli angoli delle nervatura, ovate-cordate, asimmetriche, 
i fiori sono bratteati, profumati, primaverili, riuniti in infiorescenze ascellari, 
i frutti sono con costole poco visibili ed endocarpo fragile.
Le gemme sono alterne, globose, inizialmente di color verde poi rossastre, con solo due scaglie visibili.
la fioritura avviene nel mese di giugno.

## Ibridazione e distinzione da specie simili
In Italia esistono, allo stato spontaneo, solo due specie di tigli, ossia questa specie e Tilia platyphyllos. Le due specie si ibridano fra loro dando origine a Tilia × vulgaris, entità sovente usata nei parchi urbani e nelle alberature.
La distinzione fra le due specie pure non è difficile, se si osservano le piante con attenzione, e può basarsi su questi elementi:
- la dimensione delle foglie, di massimo 8 cm in T. cordata e fino a 15 cm in T. platyphyllos (tuttavia nei ricacci emessi a seguito di potature o ceduazioni, le foglie di entrambe le specie possono essere molto più grandi);
- la pagina inferiore delle foglie: entrambe le specie presentano ciuffi di peli all'ascella delle nervature, ma questi ciuffi sono color mattone in T. cordata  e biancastri in T. platyphyllos;
- il frutto: quello di T. cordata  è piccolo, massimo 8 mm di diametro, senza costolature evidenti e schiacciato fra le dita, si rompe facilmente; quello di T. platyphyllos è più grosso, con 5 costole pronunciate e molto più resistente;
- le gemme: nel T. cordata  sono visibili 2 scaglie (perule), in T. platyphyllos se ne vedono 3;
- i giovani rametti del T. cordata  sono glabri, ossia lisci, mentre quelli del T. platyphyllos sono coperti da una sottile peluria, sono cioè pubescenti.

## Ecologia
Specie piuttosto sciafila, ossia ben tollerante l'ombra, predilige terreni freschi e fertili, a pH neutro o non troppo acido. Tollera terreni marnosi. È una specie mesofila leggermente acidofila. Rispetto a Tilia platyphyllos è meno termofilo.

## Distribuzione e habitat
È una tipica specie con areale eurasiatico. È diffusa dalla Spagna (Paese Basco, Catalogna, Pirenei) agli Urali quasi senza soluzione di continuità. A nord si spinge fino alla Finlandia meridionale, alla Svezia centro-meridionale, alle coste norvegesi e al sud della Scozia. È presente nei Balcani fino alla Grecia settentrionale e in Corsica. Areali disgiunti in Crimea e Caucaso.

In Italia è presente sull'arco alpino e sull'Appennino fino alla Basilicata. In Val Padana si limita all'alta pianura, mentre è quasi assente nella bassa pianura. In montagna si spinge fino a circa 1500 metri. Molto raro nella zona mediterranea.

## Malattie e parassiti
Fra le malattie del tiglio, le carie del legno hanno una grande importanza. Si tratta di malattie funginee che portano alla degradazione dei tessuti legnosi interni della pianta causando, a lungo andare, la rottura del tronco o dei rami. Tuttavia, rispetto ad altri alberi, i tigli hanno una buona resistenza alla rottura dei tessuti e anche per questo motivo sono apprezzati come piante ornamentali. Fra le specie di funghi cariogeni a carico del tiglio citiamo Fomes spp., Polyporus fomentarius, Polyporus sulphureus, Polyporus versicolor, Coriolus spp., Hypoxylon deusteum e altri.
Anche i marciumi radicali colpiscono il tiglio, in particolare Armillaria mellea e Rosellina necatrix. Questi funghi, che portano alla marcescenza dell'apparato radicale e alla caduta della pianta, sono favoriti da condizioni di asfissia del terreno e da ferite provocate alle radici, ad esempio in occasione di scavi sotto la chioma degli alberi.
I rami sono spesso colpiti da cancri, ossia da necrosi dei tessuti, provocate da Nectria spp. e Botryspaeria spp., o da verticillosi causate da Verticillium albo-atrum.
Fra le malattie delle foglie, segnaliamo:
- l'antracnosi, che causa delle macchie scure sulle foglie, che si estendono provocandone necrosi e caduta anticipata delle foglie colpite. È provocato da Gnomonia tiliae.
- la cercosporiosi, provocata da Mycosphaerella microspora, che causa anch'essa necrosi, più piccole del patogeno precedente, ma che possono anch'esse estendersi provocando il disseccamento del lembo fogliare;
- il mal bianco, detto anche oidio, in cui le foglie sono coperte da un micelio biancastro che provoca l'accartocciamento delle foglie e la caduta precoce.

Fra i parassiti animali, segnaliamo:
- insetti xilofagi, in primo luogo il rodilegno rosso Cossus cossus e il rodilegno giallo Zeuzera pyrina. Entrambi questi lepidotteri scavano gallerie larvali nel legno (nel tronco il primo, nei rametti il secondo), provocando gravi danni.
- insetti fillofagi: l'ifantria americana Hyphantria cunea, la limantria Limantria dispar, l'euprottide Euproctis chrysorrea e la sfinge Mimas tiliae sono le principali farfalle defogliatrici del tiglio. Importante è anche il sigaraio, ossia il coleottero Byctiscus betulae, che provoca caratteristici accartocciamenti della lamina fogliare.
- insetti fitomizi: gli afidi sono forse gli insetti parassiti più noti a carico del tiglio, essendo la principale causa della melata che, cadendo al suolo, imbratta automobili e altri oggetti posti all'ombra dei tigli nelle città. Fra le specie di afidi principali, segnaliamo Eucallipterus tiliae e Patchiella reamuri. Importanti fitomizi anche Metcalfa pruinosa e Chloropulvinaria floccifera;
- gli acari, in particolare il noto "ragnetto giallo" Eotetranychus tiliarius, l'erinosi Phytoptus leiosoma e l'eriofide Eriophyes tiliae. Il primo causa macchie vaste color bronzo e la successiva caduta delle foglie, il secondo provoca delle piccole galle a forma di corno e il terzo produce sulla pagina inferiore della foglia delle piccole sporgenze spugnose bianche o beige che col tempo deformano la foglia.

## Usi

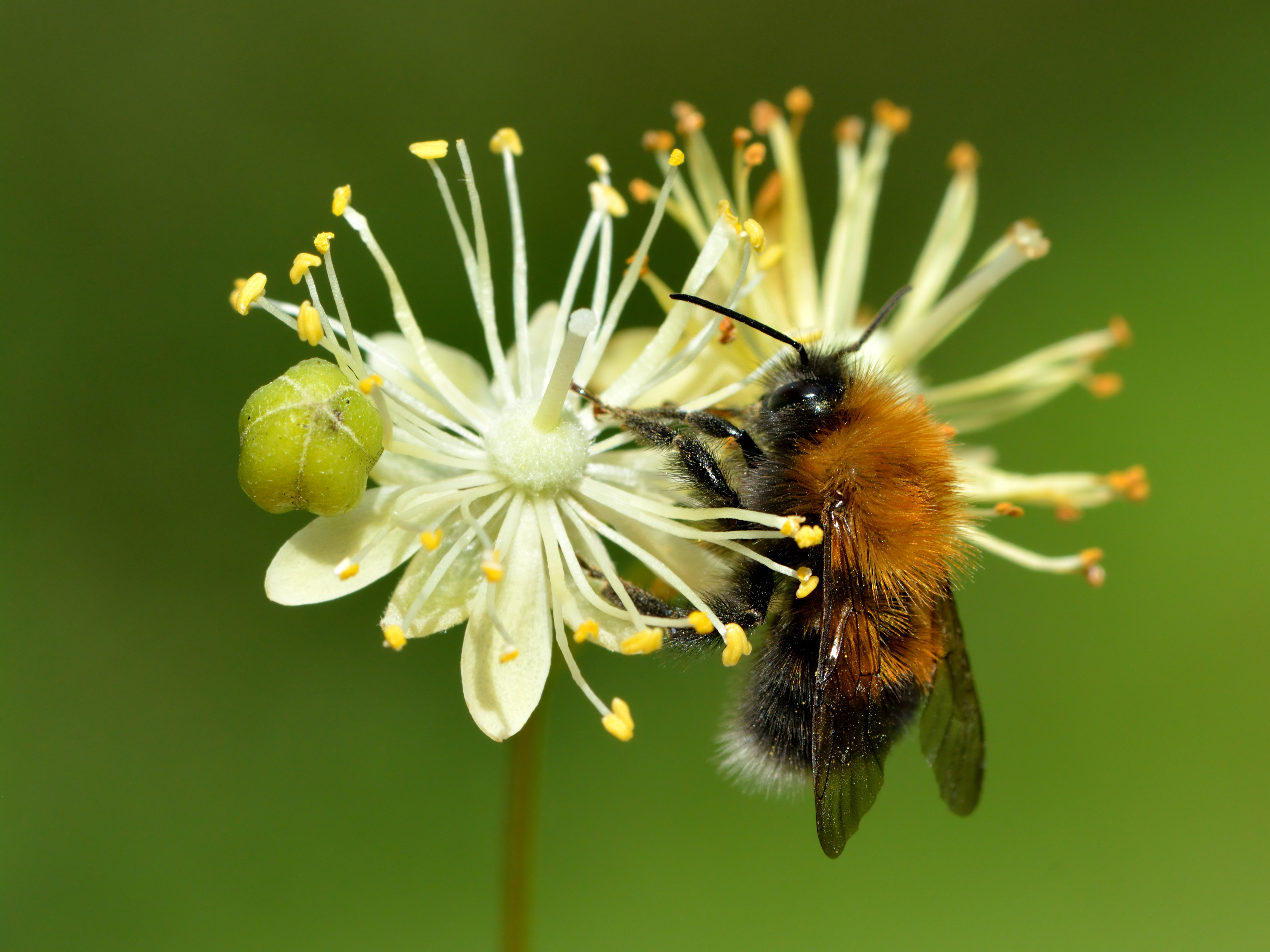

Si tratta di un albero utilizzato negli spazi verdi urbani, soprattutto nei parchi.  Il suo legno è omogeneo e facilmente lavorabile, ma non ha grande resistenza meccanica. È utilizzato per costruire piccoli oggetti, soprattutto da cucina. Usato anche come imitazione dell'ebano. Come legna da ardere non è particolarmente apprezzato.
È molto nota anche come pianta mellifera ed è bottinata dalle api, e il miele monofloreale che se ne ottiene ha cristallizzazione veloce.

## Selvicoltura
Specie utilizzata soprattutto nei cedui, veniva un tempo trattata con turno di 15-20 anni. Attualmente si preferiscono turni di 25-30 anni. Ha ottima capacità di ricaccio dalla ceppaia. I polloni tendono a essere ricadenti all'inizio, ma poi si raddrizzano velocemente. 

Il tiglio può essere governato anche a fustaia. Si riproduce bene da seme, ma la gran parte di questi germina dopo 2 o 3 anni.